# Пламен Цонев
Пламен Звезделинов Цонев е български редактор, поет, белетрист, драматург и писател.

## Биография и творчество
Роден е в Горна Оряховица на 11 декември 1930 г. Баща му е писателят Звезделин Цонев.
Завършва гимназия в София през 1949 г. Висше образование няма. Работи като редактор в Държавно военно издателство в периода 1950 – 1953 г., в списание „Славейче“ в периода 1955 – 1959 г., в издателството във Варна в периода 1960 – 1963 г., в сценарната редакция към Българската кинематография в периода 1968 – 1970 г. и като заместник главен редактор в издателство „Народна младеж“ през 1973 г. Два пъти е уволняван от тоталитарната власт.
Заедно с работата си се занимава с изследване на български герб от времето на цар Калоян, тайната на Фатима, математически модели на египетските пирамиди, разкопките в Перперикон, архивите на Христо Ботев, и др.
Първоначалните му произведения са политически стихове свързани с бригадирското движение и новостите в Космоса. Пише много стихове за детски приказки. Автор е на книги-хипотези включващи езотерични идеи и фантастика. Едни от най-значимите му творби са „Орфей – прорицателят“ и „Хомо космикус“.
Автор на сценарий за игрален филм.
Член е на Съюза на българските писатели.
Пламен Цонев умира на 5 януари 2012 г. в София. Погребан е в Централните софийски гробища.

## Произведения
- Димитровградски пулс. Бригадирски стихове (1950)
- Правда и кривда (1956) – приказка в стихове
- Каменният Великан (1957) – поема
- Караман (1958) – поема
- Влак-веселяк (1959)
- Търчи-лъжи. Смешни баби (1960) – сатирични поеми за деца
- Вълнение (1961) – лирика
- Рак пустинник в охлюва черупка (1961) – приказка в стихове
- Чернокожа Африка (1962) – приказни поеми
- Дихание (1963) – лирика
- Кокоши град (1964) – поема за деца
- Безсъници (1968) – поема
- Памфлети (1968)
- Бели, Черни и Червени (1969) – приказни поеми
- Първият редут (1969) – поеми за деца
- Затвореният кръг. Повест за баба Парашкева и Георги Димитров (1970)
- Звездоброецът и чудесата (1971) – приказни поеми
- Орфей прорицателя (1974, 1990)
- Приказен глобус: Избрани приказни поеми (1980)
- Хомо космикус – праобрази от печатите на мирозданието (1980)
- Тракиецът Спартак (1981) – исторически роман
- Орфей и Спартак (1990)

## Сценарий (филм)
- Гонитба (1979)